# Trichosalpinx glabra
Trichosalpinx glabra är en orkidéart som beskrevs av David Edward Bennett och Eric Alston Christenson. Trichosalpinx glabra ingår i släktet Trichosalpinx och familjen orkidéer.
Artens utbredningsområde är Peru. Inga underarter finns listade i Catalogue of Life.